# Erling Olsen
Pour les articles homonymes, voir Olsen.
Erling Olsen, né le 18 avril 1927 à Copenhague (Danemark) et mort le 27 juin 2011, est un homme politique danois, membre du Parti social-démocrate et ancien ministre.

## Biographie
Professeur d'économie, il est député au Parlement (le Folketing) entre 1964 et 1966, 1971 et 1973 et 1975 et 1998 ; il en est le président entre 1994 et 1998. Il est ministre du Logement entre 1978 et 1982 et ministre de la Justice entre 1993 et 1994.